# مرقد أظهر العلي
مرقد هاشم (بالفارسية: امامزاده هاشم) هو مرقد شيعي تاريخي يعود إلى الدولة الإلخانية، ويقع في قروه درجزين.